# Operacija Vihor
Operacija Vihor hrvatski je službeni naziv za vojnu akciju HV-a 12. i 13. prosinca 1991. godine. U srpskim izvorima (tzv. Republike Srpske Krajine) poznata je kao Operacija Una (Vihor je vjerojatno bio dio operacije Una, kao šire operacije HV-a oslobađanja čitave Banovine). Operacija je počela rano ujutro 12. prosinca 1991. prijelazom brigade HV-a i tenkovske satnije preko gaza na Kupi (45°26′50.69″N 16°04′36.76″E / 45.4474139°N 16.0768778°E) između selâ Gračanica i Stankovac te je trajala dva dana.
Napad iz pokreta počeo je iz sela Šišinca forsiranjem rijeke Kupe, no snažna neprijateljska topnička paljba nanijela je HV-u gubitke, pa se povukao na početne položaje.

## Pripreme za operaciju
HV je s kraja studenoga i početkom prosinca pripremala jednu operaciju gdje je cilj bio ovladavanje cestom Glina-Dvor na Uni i uopće unskom dolinom. U to vrijeme vojska SVK je već osvojila gotovo čitav prostor Banovine, a crta razdvajanja bila je rijeka Kupa. Plan HV je bio da se jedna brigada (102. brigada HV), potpomognuta tenkovima, prebaci preko Kupe i napravi mostobran, a da se zatim prebace druge snage, što prije ovlada cestom Glina-Petrinja, samim gradom Glinom, i na kraju čitavom oblasti. U tu svrhu angažirane su tri brigade HV , deset tenkova (dalje: TČ) i diverzantska skupina za područje Kupe (u srpskim izvorima spominje se kao "Ose" ili "Osice", u daljem tekstu DG). Tenkovi su u tijekom prethodnih noći priveženi i maskirani blizu mjesta prelaza na Kupi. Za mjesto prelaza izabran je gaz na Kupi, napravljen još u vrijeme JNA, koji s nalazi na razmeđi sela Gračanica i Stankovac. Za datum napada izabran je 12. prosinca, dan izvlačenja vojarne "Maršal Tito", kad je za područje Banovine važio separatni dogovor o jednodnevnom prestanku vatre topničkih oruđa.

## Cilj napada
Prodor širine 20 km i dubine 6 – 10 km s glavnim smjerom napada Stankovac – s. Viduševac i s. Mokrice – Pribilović Brdo – s. Gora – s. Sibić, a pomoćnim snagama na smjerovima: Pokupsko – s. Bućica – s. Taborište, Gajdekovo – s. Slatina, s. Graćenica – Pokole – s. G. Taborište, Stankovačko brdo – s. M. Solina – s. Dvorišće, ušće r. Glina – Glina – s. G. Jame – s. Hađer i s. Slana – s. Glinska Poljana – s. Graberje.
Uspjehom operacije ugrozili bi se srpski položaji u Petrinji i Glini i time otvorila mogućnost dalje ofenzive na te gradove. 

## Sukobljene snage

### Ustroj SVK na poprištu operacije Vihor
SVK je bila organizirana po korpusima, gdje je svaki korpus pridružen jednoj regiji tzv. Krajine (Dalmacija, Lika, Kordun, Banovina…). Unutar korpusa, postojale su brigade, za svaku općinu po jedna (npr. glinska, petrinjska...). Glinska brigada, koja je bila na ovom području, imala je oko 1500 boraca, i bila podijeljena na 3 bataljuna. Zapovjedništvo jednog bataljona bilo je, u selu Stankovac. Na terenu su, zbog nedostatka ljudstva, postojali punktovi. Punktovi su bili zborna mjesta na kojima se nominalno okupljao jedan vod, a u stvarnosti je bilo 10-15 boraca u jednoj smjeni, koja je trajala oko 7 dana. Vodovi su bili grupirani u čete (satnije). 
Obično bi punktovi bili postavljeni na vojnički strateškom mjestu (brdo), a prazan prostor između (koji je mogao biti i po dva-tri km) "pokriven" je minskim poljima.
Na gračaničkom području bila je jedna četa (satnija), podijeljena u tri voda. Samo selo Gračanica je postavljeno uglavnom duž glavnog seoskog puta, paralelnog s Kupom, koji (za razliku od drugih okolnih sela) ide 200-300 m, a negdje i 150 m od same rijeke. Na brdima u zaleđu, iznad sela, nalazi se šuma. Seoski put na jedan kraj vodi u selo Stankovac (negdje na pola puta je i spomenuti gaz), a na drugi kraj, preko drvenog mosta na jednom potoku, ka selu Zaloj.

### Snage HV-a
10., 100., 102, 120., 144., 145. i Sunjska brigada, (3 brigade za napad i 4 za ojačavanje položaja i pričuvu), dio Glinskog bataljuna, Petrinjski bataljun, 2. bojna 2.A brigade, oklopno-mehanizirana bojna Operativne zone Zagreb (u nastavku teksta omb), 57. samostalna bojna, ATJ Sisak, policijski odred "Braća Radić" i Zapovjedništvo operativne skupine za Sisak i Banovinu (OGSB).
Kao potpora angažirane su: 36. inženjerijsko-pontonska bojna, 55. lako topnički divizijun PZO, 1. mješoviti topnički divizijun i 1. mješoviti protuoklopni divizijun.

## Tijek operacije
Veliku ulogu u akciji odigrale su dvije diverzantske skupine, koje su prve, u toku noći prešla Kupu. Jedna je uništila drveni most prema Zaloju i presjekla vojne TF veze iz Gračanice, a druga je ušla između sela Stankovca i zaselka crta iza srpskih snaga u selo Slanu. Zatim je počeo prijelaz brigade i tenkova. SVK nije reagirala, jer je i u tijeku prethodnih noći bilo pokreta sa suprotne strane Kupe, a sve na "međuprostoru" između oblasti koje su nadzirale dvije čete (satnije). Vrijeme toga dana išlo je na ruku HV: to je bila noć s pomrčinom, a ujutro je uz temperaturu oko -10 Celzijusovih stupnjeva, bila i jaka magla. Brzom akcijom HV je opkolila snage SVK i tenkovima napala prvi vod, najbliži mjestu prijelaza. Kako se u Gračanici čula pucnjava i nije se moglo uspostaviti kontakt, zapovjednik jedinice u Stankovcu naređuje da se jedna skupina uputi u izviđanje. Tom prilikom, na "međuprostoru", u magli, nestaje jedan borac SVK (njegova sudbina do danas nije razjašnjena), i čitava akcija se obustavlja. 
HV je već do podne ovladala čitavim selom. Prvi vod gračaničke čete, potpuno u okruženju, skoro sav je izginuo, drugi se povukao u smjeru Zaloja, a treći je prošao kroz vlastita minska polja, prešao potok i isto se izvukao samo s jednim poginulim. Tijekom čitavog dana vlada kaos i na kraju više ni jedna strana ne zna točan raspored svojih postrojbi. HV, iako je ovladala selom, ne poduzima neke dalje akcije, a u zapovjedništvu SVK u Glini tek uvečer od preživjelih prikupljaju informacije što se točno dogodilo.

### 11. na 12. prosinca 1991.
Operacija počinje noću 11. na 12. prosinac 1991. kad se preko Kupe prebacuje IDG (Izviđačko-diverzantska grupa) Glinskog bataljuna i ATJ Sisak i napadaju srpske snage u selima Stankovac, M. Solina i Gračanica. Napad je uspio, zauzimaju selo Stankovac i osiguravaju mostobran za prelazak 102. br. preko Kupe. Prelazak 1. bojne 102 br. počinje u 04:30 i do 9h ulazi u Stankovac. 
10. br. se uopće nije pomaknula sa svog mjesta (zbog toga je smijenjen zapovjednik), 2/102 br. prelazi Kupu tek u 16h. Od 10-13 h Kupu prelazi OMB s 8 tenkova i 2 oklopna transportera i kreću prema M. Solni, ali ih kod zaseoka Babići zaustavlja vatra iz srpskih tenkova. Zbog toga zapovjedništvo mijenja plan napada. Tijekom večeri ATJ Sisak napušta Stankovac (nikad se nije doznalo zašto). 3/102 br. zauzima polazne položaje u selu Vratečko ali zbog neuspjelog zauzimanja mosta preko rijeke Gline tu i ostaje. Time završava prvi dan operacije koji je bez obzira na probleme i lošu koordinaciju za HV bio uspješan. 

### Noć s 12. na 13. prosinca 1991.
Temperatura je te noći bila -15 stupnjeva te obje strane drže dosegnute položaje. 2/102 br. se povlači iz Gračanice u selo Šišinec. Dio 36. inženjerijsko-pontonske bojne se povlači u bazu ostavljajući na Kupi samo nekoliko čamaca 

### 13. prosinca 1991.
U 7:00 13. prosinca srpske snage počinju jak minobacačko-tenkovski protunapad na Stankovac i Šišinec. Zbog toga OMB i 1/102 br. se počinje neorganizirano povlačiti prema Kupi i zbog odlaska 36. IPB nemaju kako prijeći Kupu. HV tenkove uništavaju same posade, a zbog malobrojnih čamaca mnogi spas pokušavaju naći plivanjem. 3/102 br. drži selo Vratečko cijeli dan usprkos žestokom topničkom napadu na njih. To je ujedno i kraj operacije.

## Epilog
Kako je topničko primirje trajalo samo jedan dan i kako su u zapovjedništvu u Glini shvatili da se u Gračanici živ ne nalazi ni jedan srpski vojnik, SVK sutradan poduzima topnički protunapad velikih razmjera ne samo na Gračanicu, već i na zakupsko područje, u smjeru Pokupskog, gdje su bile smještene dvije pričuvne brigade HV-a.
Ponajviše od topničke paljbe, gine manji broj pripadnika brigade HV-a koja je izvršila prijelaz. Da kraja dana, SVK poduzima i pješački protunapad. Cijela TS ostaje napuštena na banovinskoj strani, a HV do mraka biva potpuno vraćena na početni položaj.
U operaciji Vihor poginulo je 20 pripadnika SVK (od toga 19 u Gračanici), a tri su zarobljena i jedan nestao (zarobila ga diverzantska skupina i najvjerojatnije ubila i negdje pokopala). To je bilo prva masovnija pogibija na srpskoj strani na glinskom području tijekom rata, pa Gračanica poslije ovog događaja postaje mjesto od kojeg se zaziralo. Do kraja rata linija SVK bila je u šumi, na brdima iznad sela.
HV je, što od topništva, što u izravnoj borbi ili u hladnoj Kupi, izgubio 17 boraca.
Rezime djelovanja do D+3 pokazuje da su postrojbe HV-a zadaće izvršile samo djelomično ili ih uopće nisu izvršile te da su pretrpjele znatne gubitke. 10. brigada ostala je inertna, pa ni smjenjivanje njenog zapovjednika (12. prosinca) više nije moglo preokrenuti situaciju. Dijelovi 2. ”A” brigade, iako izvode neprekidne napade na svom pravcu ne uspijevaju razbiti obranu neprijatelja od 12. do 14. prosinca, jer 102. brigada nije izvršila zadaću (ovladala Gornjim i Donjim Jamama). 14. prosinca 2. brigada razbija neprijatelja oko Sv. Katarine i u dijelu Glinske Poljane, međutim to nije moglo dovesti do promjene razvoja situacije u operaciji VIHOR. Oklopno-mehanizirana jedinica OZZ gubi četiri čovjeka (posada T-55 iz Gračanice), te osam tenkova i dva oklopna transportera. 36. IPB gubi sedam čamaca. Ostale jedinice na drugom glavnom pravcu napada nisu postigle nikakav stvarni uspjeh. 102. br. gubi ima 17 poginulih i 19 ranjenih. 
Glavni razlog neuspjeha je neobučenost, neiskustvo i nedostatak organizacije i logistike HV iz 1991. godine.

## Kasnije neslužbene analize
Kasnije analize sudionika išle su dotle da su za neuspjeh 102. brigade na Kupi navodili izdaju, jer su Kupu prešle samo novozagrebačka 102. brigada i oklopno mehanizirana postrojba Operativne zone Zagreb, dok sve ostale koje su trebale isto učiniti, nisu prešle rijeku. Zbog takvog manjka ljudstva na uspostavljenom mostobranu, Novozagrepčani su postali topovskim mesom. Postrojba se zbog nedostatka podrške našla u bezizlaznoj situaciji, jer se nisu mogli vratiti. Dio je pokušao vratiti se plivajući hladnom Kupom, izloženi neprijateljskoj paljbi od koje je i većina poginula. Službene brojke su 17 poginulih i 19 ranjenih, a neslužbene brojke su se kretale od 60 do 200. Operacija je dugo vremena bila svojevrsna tabu-tema u hrvatskim medijima (o njoj je pisala zagrebačka Panorama u jednom broju). Novi je Zagreb tih dana bio pun osmrtnica.

## Vanjske poveznice
- Internet Monitor  Arhivirana inačica izvorne stranice od 20. prosinca 2016. (Wayback Machine) Istina o poginulim, nestalim i ranjenim pripadnicima 102. brigade u akciji »Vihor« na Kupi u prosincu '91., Piše: Za Klub UHVDR-a 102. brigade, predsjednik: Tomo Kr., 19. veljače 2000., izvor: Vjesnik
- Braniteljski portal Klub VDR 102. br. HV – Novi Zagreb; S.M.: Obilježavanje vojne operacije VIHOR – prosinac 1991. , 9. prosinca 2013.
- YouTube Emisija Markov trg, gost Davor Domazet Lošo. Operacija Vihor. TV Jabuka 27.06.2011.
- YouTube Kanal Radio Banovine. U Šišincu obilježena 24. obljetnica akcije